# Sela pri Zajčjem Vrhu
Sela pri Zajčjem Vrhu is een plaats in Slovenië en maakt deel uit van de gemeente Novo mesto in de NUTS-3-regio Jugovzhodna Slovenija. De plaats telde 60 inwoners op 1 januari 2020.